# Маркушовський потік
Маркушовський потік (словац. Markušovský potok) — річка в Словаччині, права притока Руднянського потоку, протікає в округах  Списька Нова Весь і Ґелниця.
Довжина — 9,0-10,0 км. Витік знаходиться в масиві Воловські гори — на висоті приблизно 780 метрів. Протікає територією сіл Маркушовці і Завадка.
Впадає в Руднянський потік на висоті близько 430 метрів.